# Flåm
Flåm é uma vila no vale de Flåmsdalen que está localizada no final do Aurlandsfjorden, um braço do Sognefjorden. A vila está localizada no município de Aurland, no condado de Vestland, na Noruega. Em 2014 seus habitantes eram 350.

## Nome
O nome Flåm é encontrado em documentos de 1340 como Flaam. É derivado da forma dativa plural da palavra em nórdico antigo flá, que significa "pedaço de terra plano e plano", e refere-se às planícies aluviais do rio Flåm. (“Uma planície entre montanhas íngremes” é a toponímia da enciclopédia Store Norske Leksikon.)

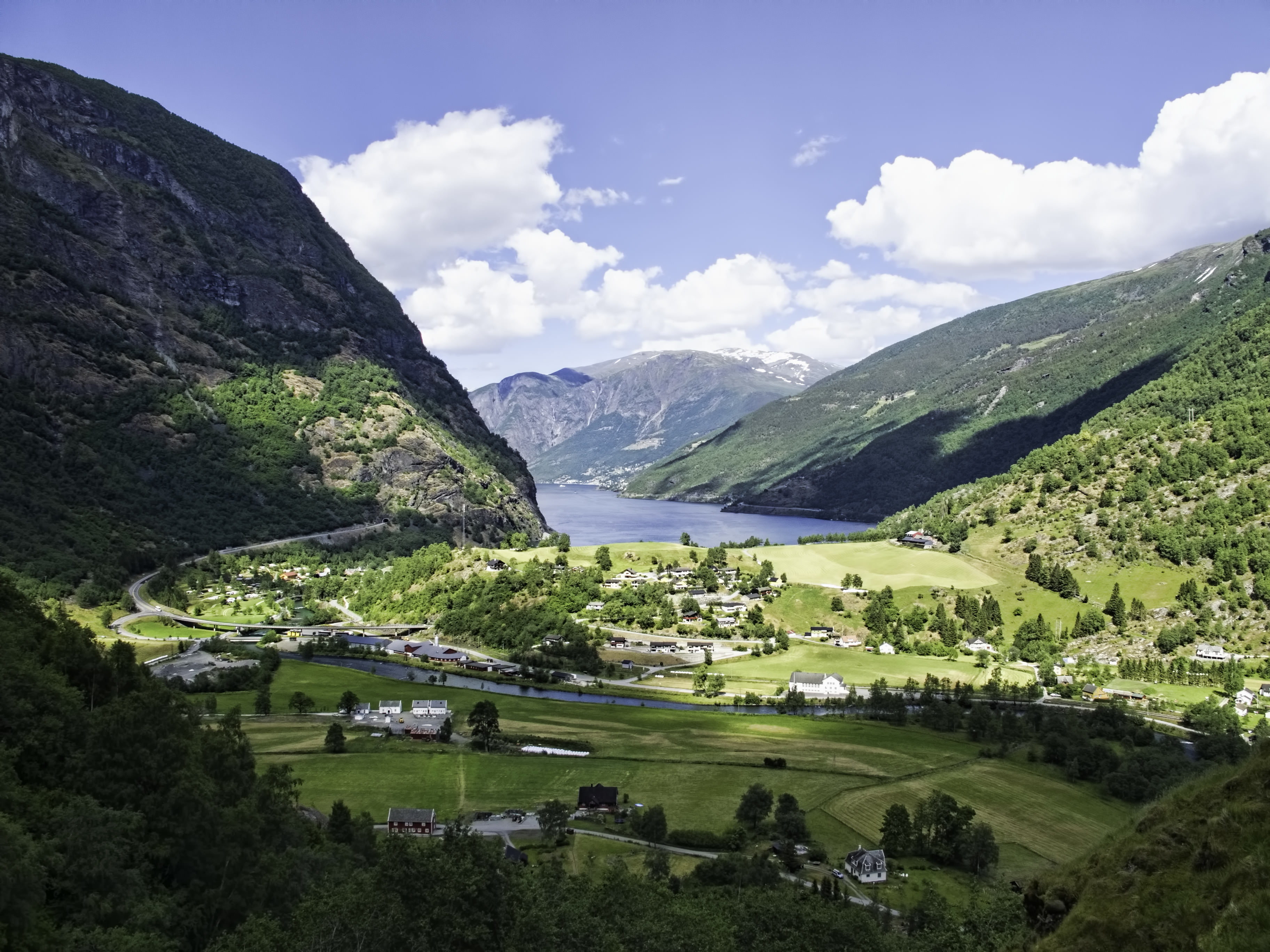
Flåm em Flåmsdalen, no extremo interno de Aurlandsfjorden

## História
Em 1670, a Igreja Flåm foi construída, substituindo uma antiga igreja de madeira.
Em 1908, o Parlamento norueguês aprovou a construção da linha de trem de Flåm, embora os fundos para construir a ferrovia não tenham sido alocados até 1923. Em 1942, a operação regular de trens (movidos a vapor) começou na Linha Flåm.

## Infraestrutura
O aeroporto mais próximo é o Aeroporto de Sogndal, Haukåsen, aproximadamente 70 quilômetros (43 mi) de Flåm.
A rota europeia E16 entre Oslo e Bergen passa por Flåm. A aldeia fica a cerca de 7 quilômetros (4,3 mi) a sudoeste do centro municipal de Aurlandsvangen,12 quilômetros (7,5 mi) ao sul da vila de Undredal, e 15 quilômetros (9,3 mi) a leste da vila de Gudvangen (através do Túnel Gudvanga).
Flåm também é conectada por ferrovia através da Linha Flåm, um ramal da Linha Bergen.

## Turismo
A vila de Flåm é um destino turístico desde o final do século XIX. Atualmente recebe quase 450 mil visitantes por ano. A maioria percorre os 20 quilômetros da Linha Flåm entre Flåm e Myrdal, uma das ferrovias mais íngremes com 1 em 18 (sem contar as ferrovias de cremalheira) do mundo. Um antigo edifício da estação ferroviária em Flåm agora abriga um museu dedicado à ferrovia.
O porto de Flåm recebe cerca de 160 navios de cruzeiro por ano.

## Cultura
Parte do livro "O Navio dos Mortos" se passa em Flåm.

## Galeria de Fotos

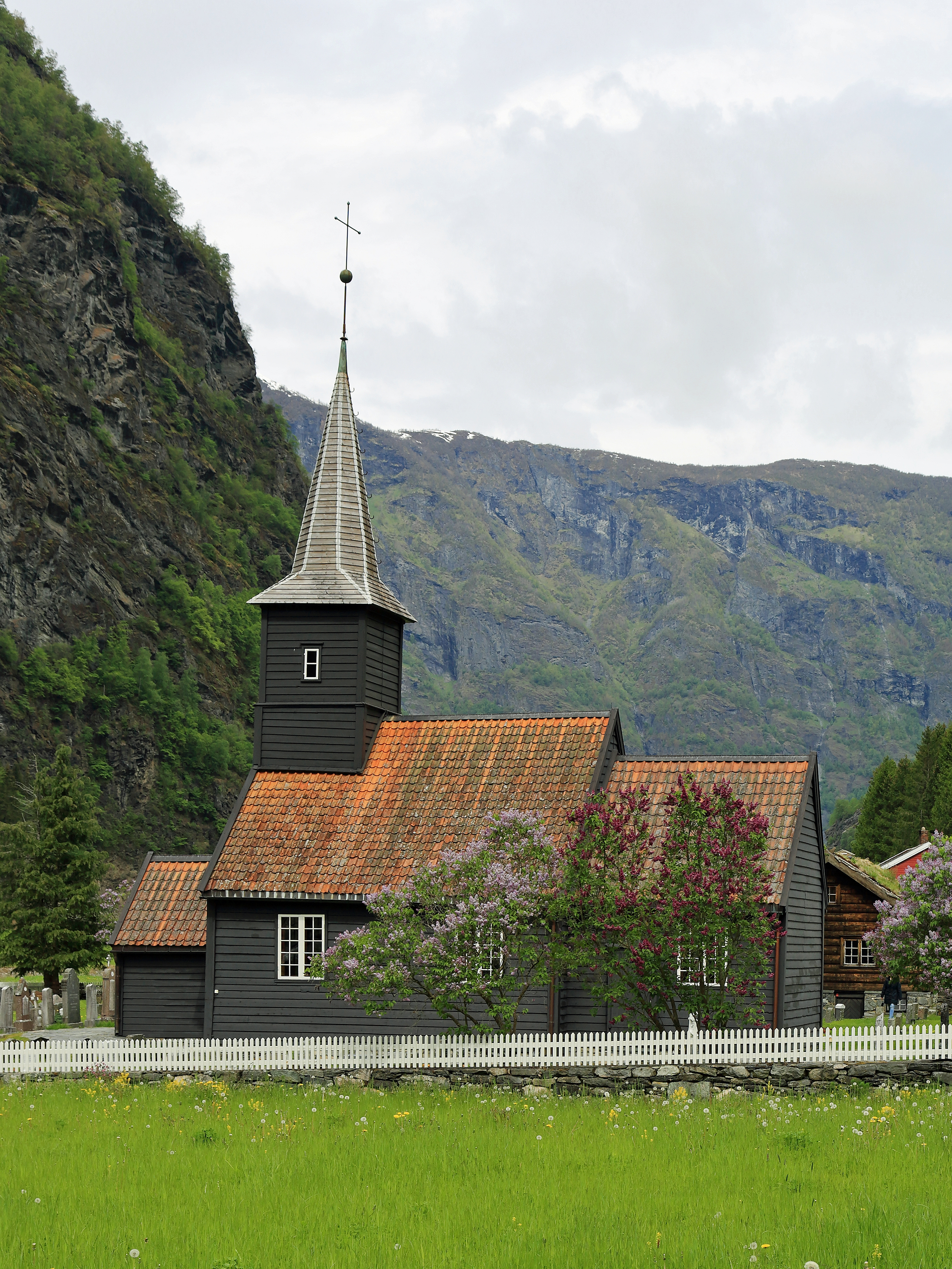
Igreja Flåm, construído em 1670
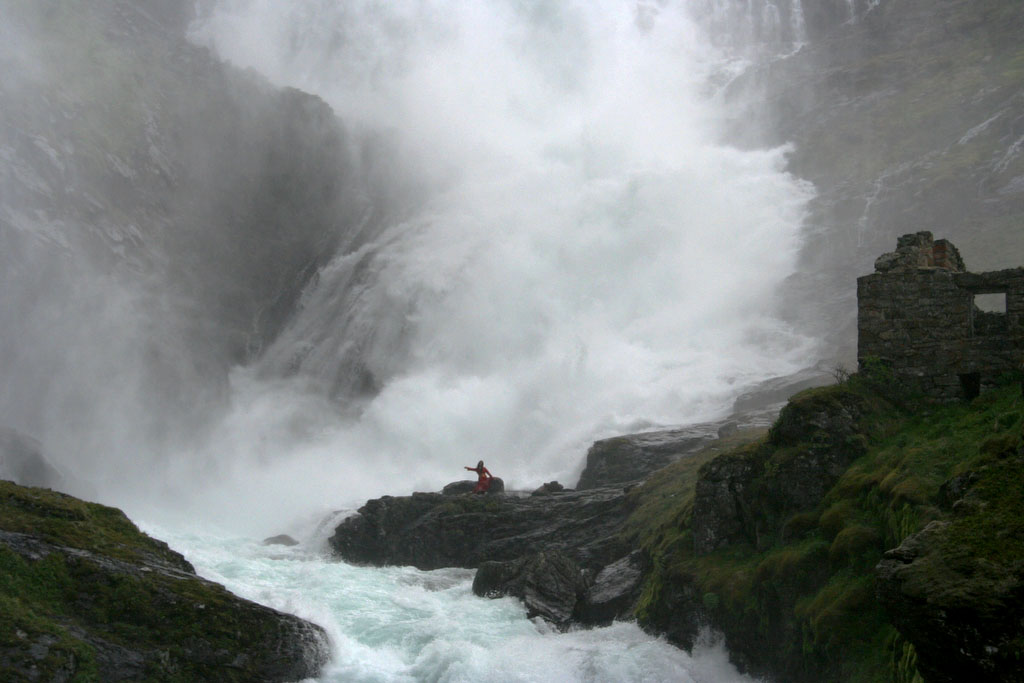
A cachoeira Kjosfoss ao longo do Flåmsbana (Linha Flåm), a linha férrea de Flåm a Myrdal
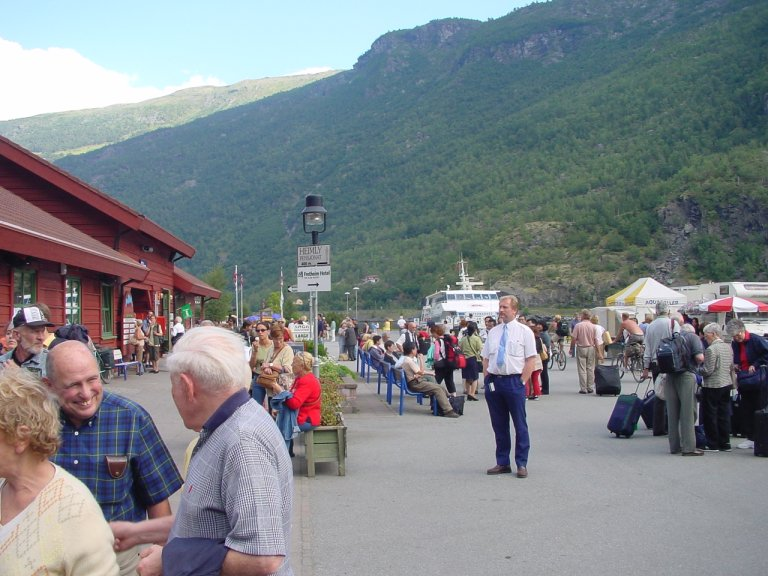
Turistas na estação ferroviária de Flåm. A estação possui os únicos banheiros públicos da vila
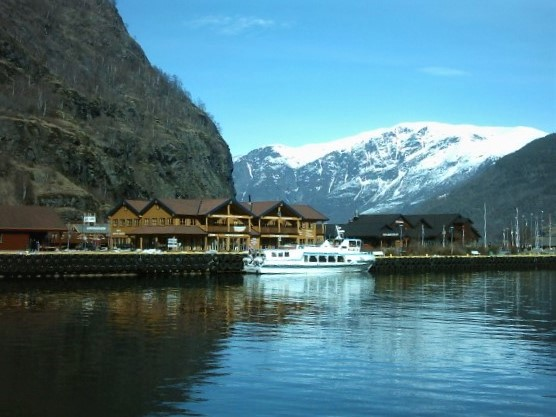
Porto de Flam
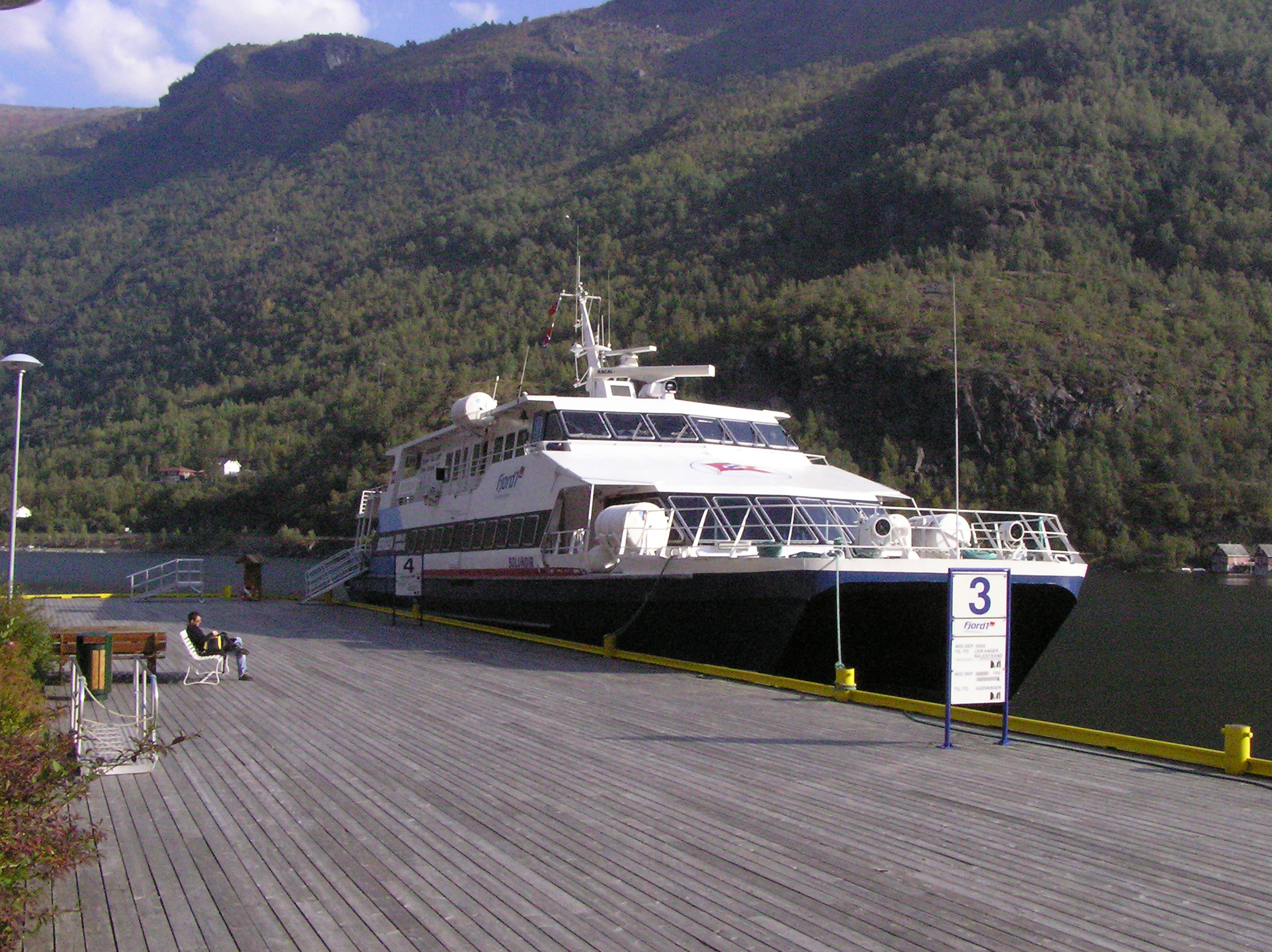
Um catamarã no porto de Flåm
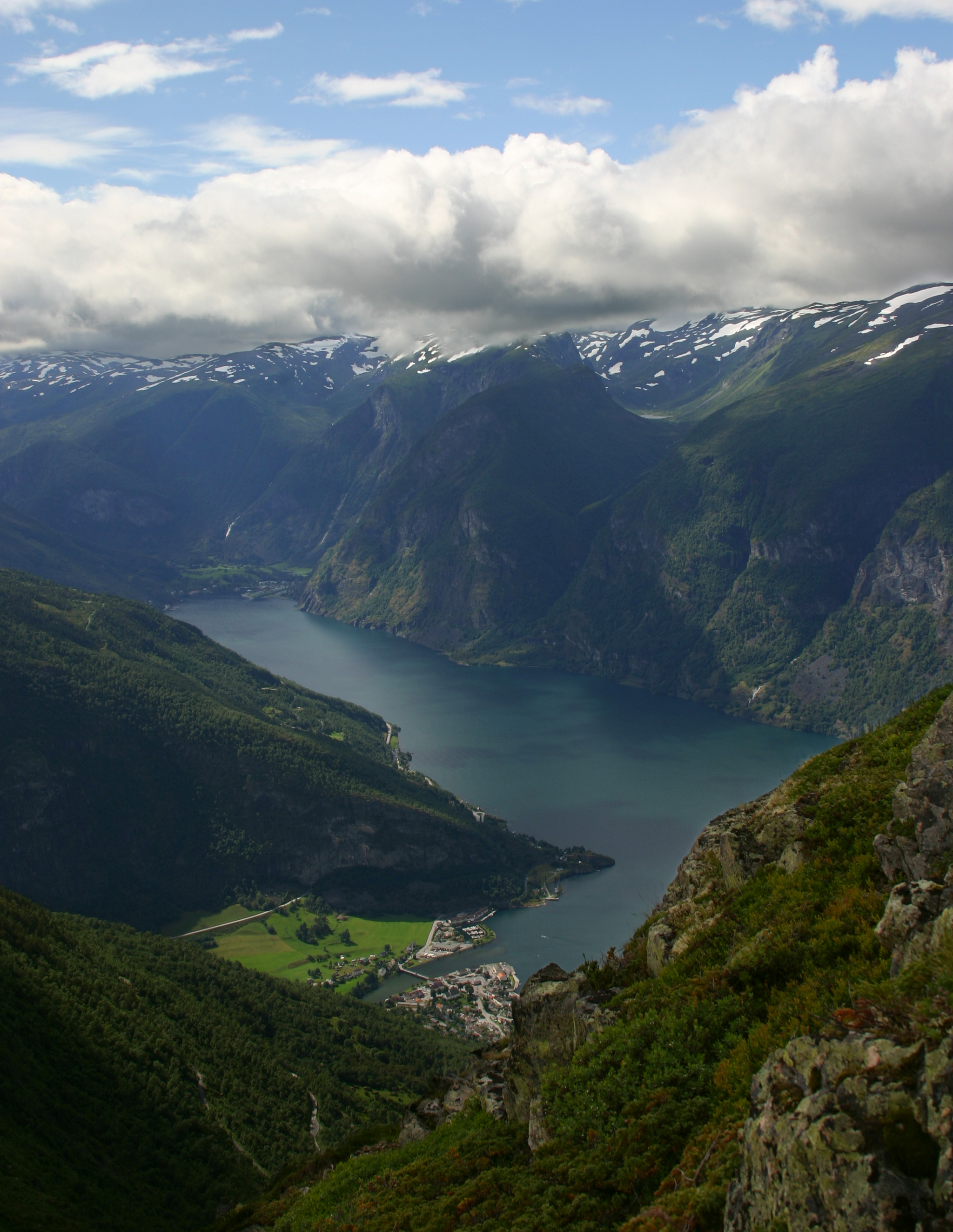
Vista do Fiorde de Aurlands e Flåm de um cume próximo
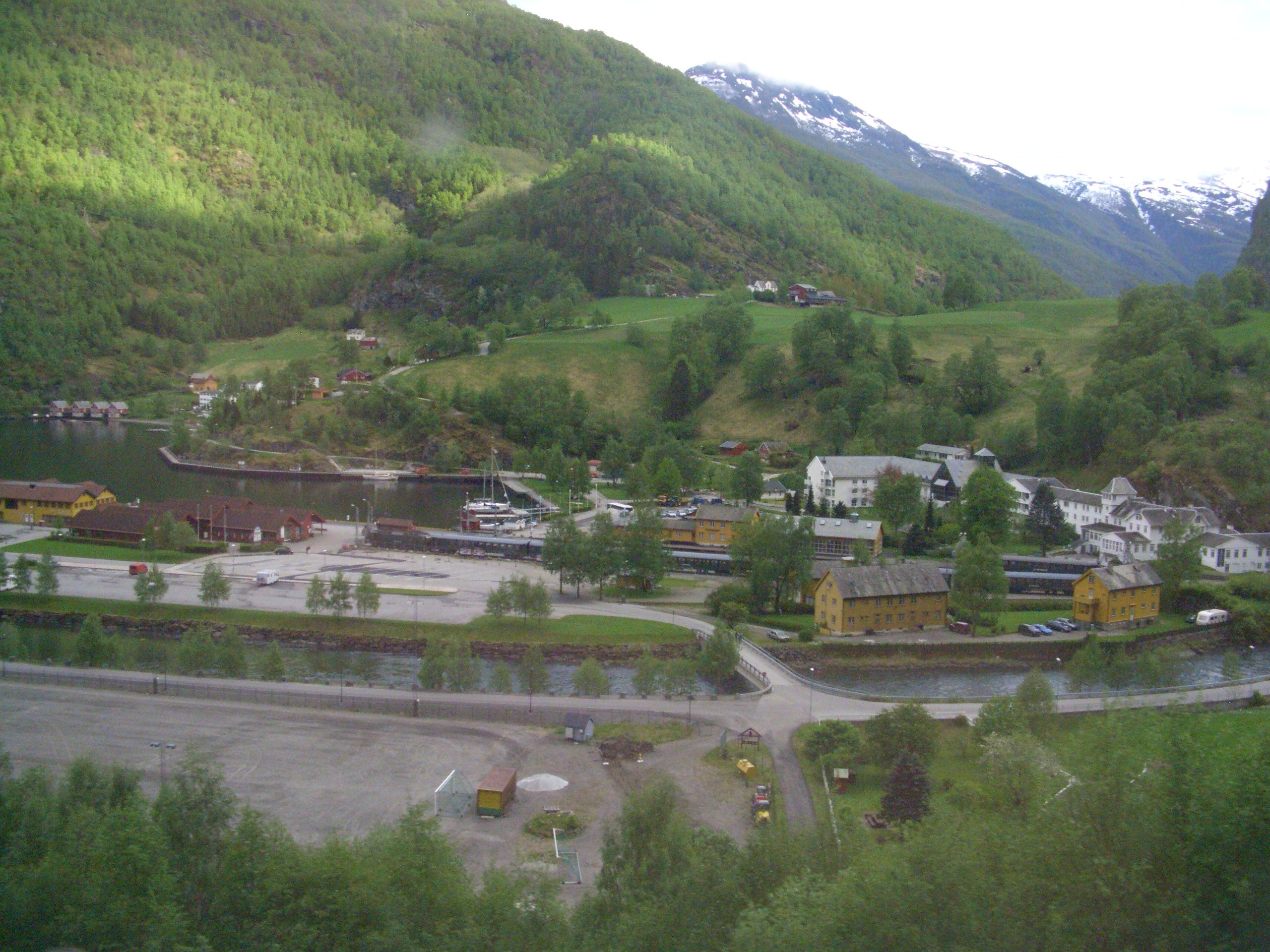
Vista de Flåm
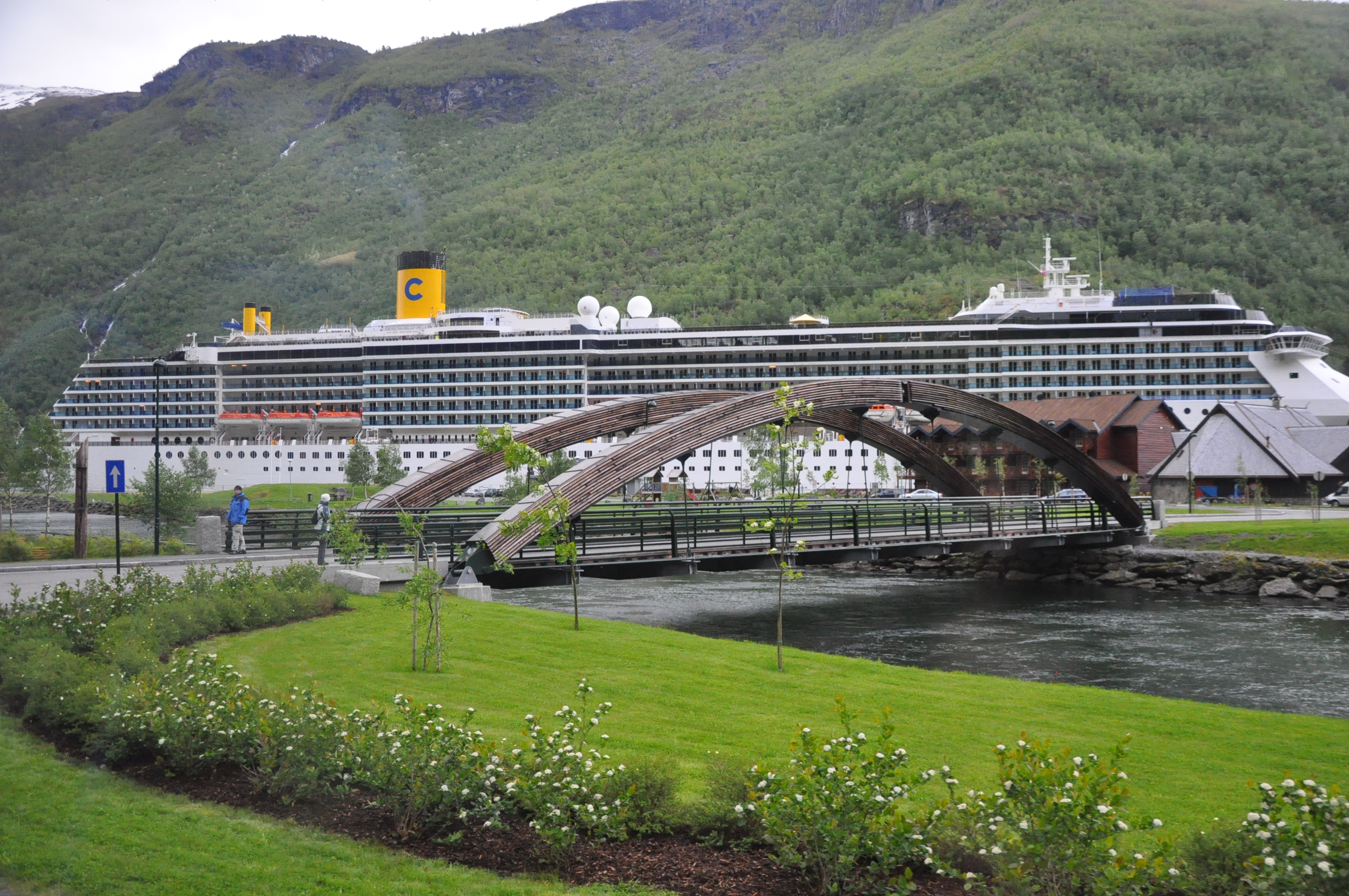
Vista da ponte Flåm com navio de cruzeiro atrás
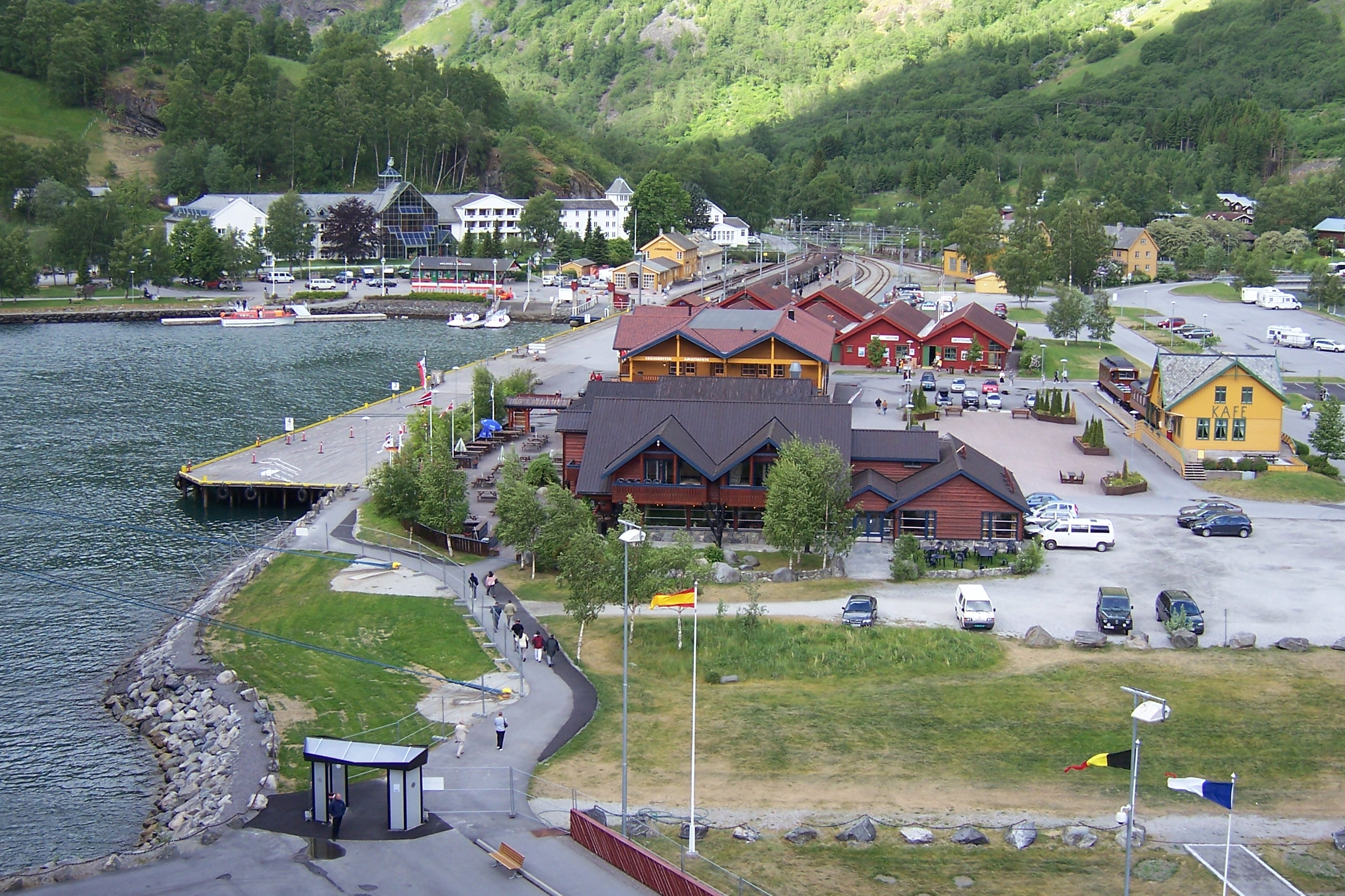
Porto e estação ferroviária de Flåm
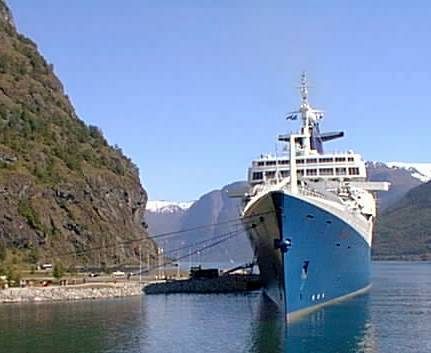
A SS Norway em Flåm
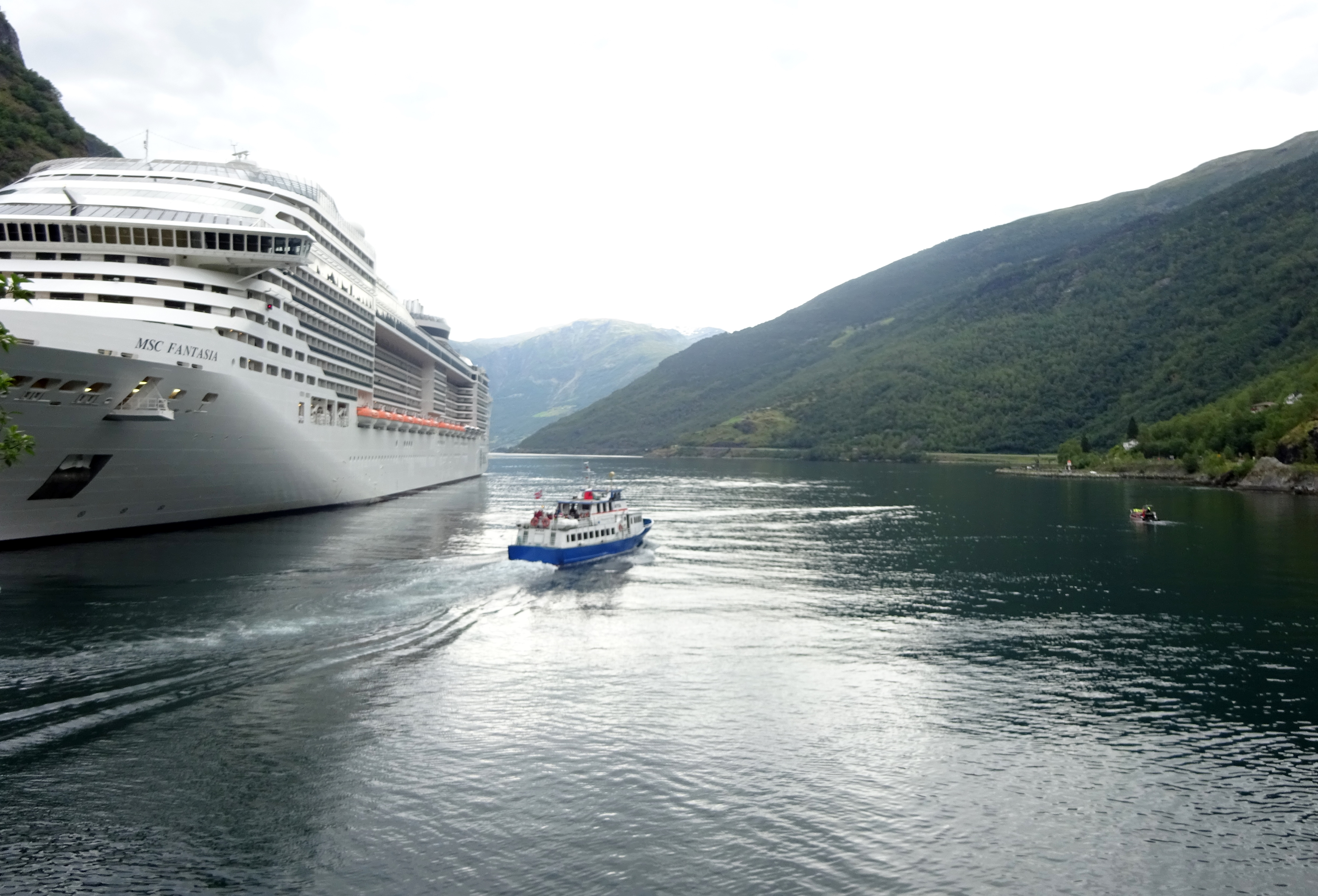
O MSC Fantasia em Flåm
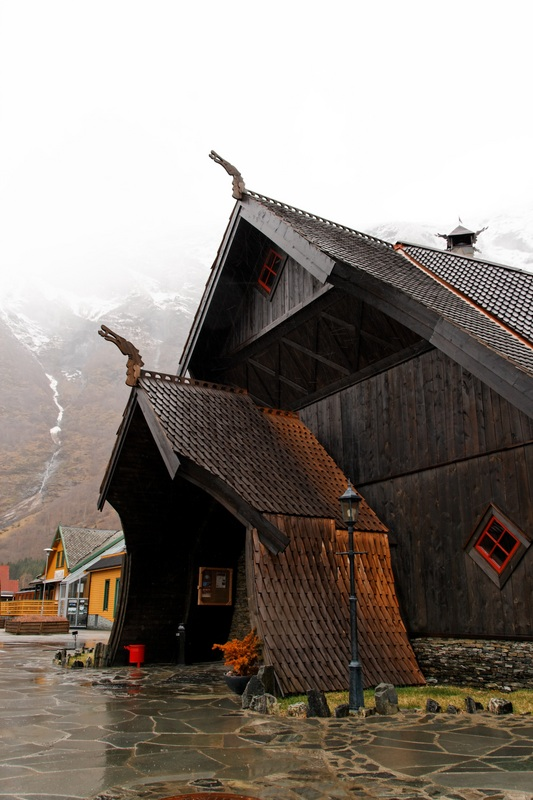
Ægir, uma cervejaria e bar em edifício de estilo tradicional
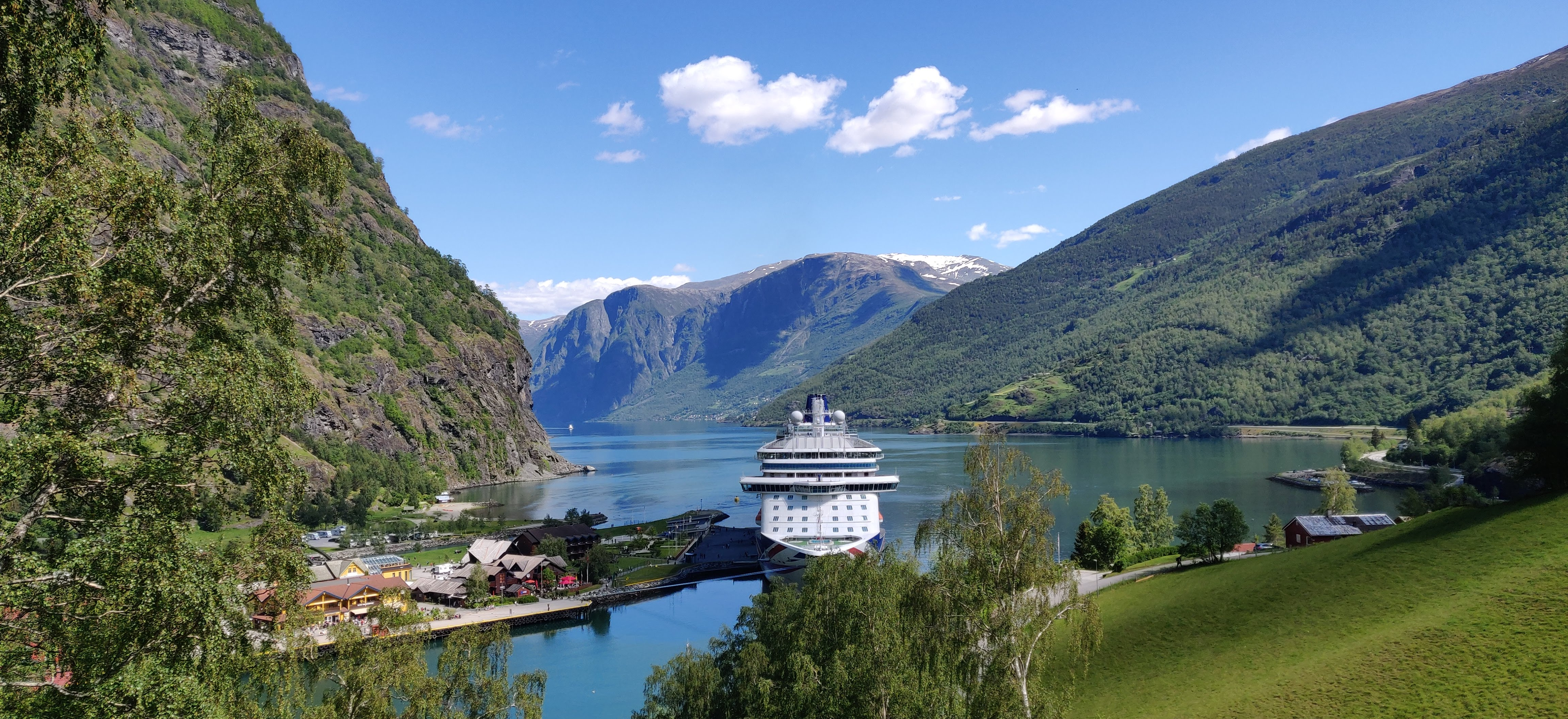
P&O MV Britannia atracado em Flåm
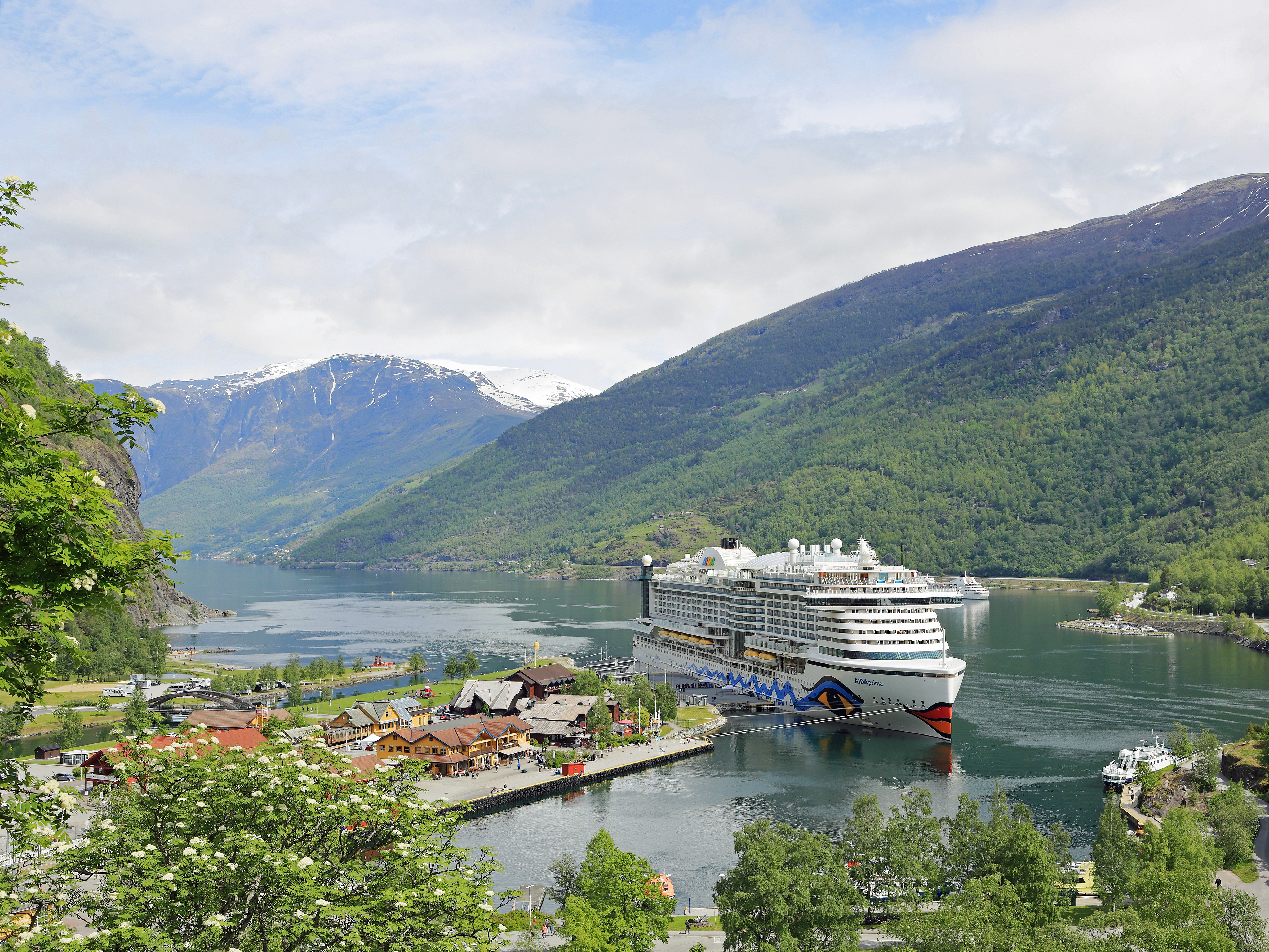
AIDAprima em Flåm